# Фриних (песник)
Фриних (Грчки: Φρύνιχος) био је песник старе атичке комедије. 
Фриних је био Аристофанов савременик. Његова прва комедија била је изведена 429. пре Христа. Саставио је десет драма, од којих је Пустињак био представљен у Градској Дионизији 414. и уз Аристофанове Птице је добио трећу награду. 
Његове Музе су однеле другу награду на Ленеји 405. године, а Аристофан је био први са Жабама, у којима оптужује Фриниха да користи вулгарне трикове да би засмејао публику, за плагирање и политичарење.

## Сачувани наслови и фрагменти
Преживјелих 86 фрагмената његовог рада налази се у делу Теодора Кока, Comicorum atticorum fragmenta (1880).
- Ephialtes (Ephialtes)
- Konnos
- Kronos  (Cronus)
- Komastai (Revellers)
- Monotropos (The Recluse)
- Mousai (The Muses)
- Mystai (The Initiated Women)
- Poastriai (Ladies Who Weed the Fields)
- Satyroi (The Satyrs)
- Tragodoi (Tragic Actors), или Apeleutheroi (Liberated Slaves)